# Дифузійна здатність легень
Дифузійна здатність легень — фізіологічний показник, що визначає перенесення газів через стінку альвеоли легень за одиницю часу. 
Дифузійна здатність легень (D) дорівнює відношенню швидкості переносу газу (Vg) до градієнту тиску (ΔP) з обох боків мембрани альвеоли. Її також можна визначити як добуток площі поверхні (S), через яку відбувається дифузія, та коефіцієнту дифузії газу (чи коефіцієнту Крога, K), поділений на товщину мембрани альвеоли (L). 
D = Vg / ΔP = S * K / L
Коефіцієнт дифузії газу дорівнює коефіцієнту розчинності газу в ліпідах мембрани, поділеному на молекулярну масу газів. Розчинність вуглекислого газу в 25 разів більша за розчинність кисню, що дозволяє першому більш активно проходити через мембрану, попри менший парціальний тиск.
Таким чином, основним чинником, який впливає на дифузійну здатність легень, є площа альвеол, доступних для газообміну. У людини в нормі вона складає 50-90 м².

## Патологічні зміни
Зниження дифузійної здатності легень спостерігається при низці захворювань. Причинами погіршення переносу газів через мембрану є:
- потовщення стінок альвеол внаслідок фіброзу та інших патологічних процесів, здебільшого призводить лише до сповільнення дифузії кисню;
- зменшення ефективного об'єму альвеол, де відбувається газообмін, тобто зменшення поверхні газообміну, стається при обструктивних захворюваннях;
- порушення в кровопостачанні легень, особливо мікроциркуляції в капілярах[1]